# Crawford Chamberlain
Crawford Trotter Chamberlain (1821–1902) est un officier supérieur de l'Indian Staff Corps.

## Jeunesse
Né à Londres le 9 mai 1821, il est le troisième fils de Henry Chamberlain (1er baronnet) et de sa seconde épouse. Neville Bowles Chamberlain est un frère aîné. Après des études dans des écoles privées et sous la direction de tuteurs, Crawford obtient un poste de cadet dans l'armée du Bengale en 1837 et est affecté au 28e d'infanterie du Bengale. De ce corps, il est transféré au 16e d'infanterie du Bengale.

## Guerres afghanes et sikhs
Avec le déclenchement de la première guerre anglo-afghane en 1839, le service actif de Chamberlain commence. Il assiste au siège de Ghazni (23 juillet 1839) et aux opérations autour de Kandahar. En septembre 1841, il est nommé au commandement de la 5e cavalerie de Janbaz, et le mois suivant, il devient adjudant de cavalerie de Christie. Jusqu'à la fin de la campagne afghane, il est engagé dans de violents combats constants .
En 1843, Chamberlain est envoyé dans le Sind avec deux escadrons du cheval de Christie en tant que commandement indépendant, connu sous le nom de cheval de Chamberlain. En 1845, il est invalide au Cap de Bonne-Espérance, où il se marie. L'année suivante, il retourne en Inde en tant que commandant en second de la 9e cavalerie irrégulière, dans laquelle son propre corps a été absorbé. Pendant la première guerre anglo-sikh et la deuxième guerre anglo-sikh il est constamment en action. Il est à la bataille de Chillian walla le 13 janvier 1849, recevant la médaille et le fermoir. Le 30 janvier, il est de nouveau engagé dans le secteur; il y est blessé et fait l'objet d'une dépêche spéciale de Lord Gough (31 janvier). Lors de la bataille de Gujrat le 21 février, il a doit être mis en selle, où il reste toute la journée. Il reçoit l'agrafe, est mentionné dans des dépêches et promu capitaine et major breveté en novembre 1849, reçoit le commandement de la 1re cavalerie irrégulière, anciennement Skinner's Horse. Il sert avec eux dans l'expédition Mohmand de 1854 et reçoit une médaille et un fermoir .

## Rébellion indienne de 1857
Au déclenchement de la rébellion indienne, les hommes de Chamberlain se portent volontaires pour tirer sur les rebelles condamnés à Jullundur (4 juin 1857). Il est chargé de désarmer les 62e et 69e régiments à Multan. À Chichawatni (septembre), Chamberlain est attaqué par une force supérieure et loge sa cavalerie dans un caravansérail. Il tient jusqu'à ce qu'il soit relevé trois jours plus tard .
Pour ses services, Chamberlain est promu lieutenant-colonel. En avril 1862, il est nommé colonel .

## Fin de carrière
En 1864, Chamberlain est nommé aide de camp honoraire auprès du gouverneur général, et deux ans plus tard est nommé Compagnon de l'Ordre de l'Étoile des Indes, et figure sur la première liste de douze officiers pour une pension de bon service. En 1866 également, il est transféré au commandement du cheval indien central et, l'année suivante, au commandement du district de Gwalior avec le grade de général de brigade .
En 1869, Chamberlain officie comme agent politique à Gwalior ; d'octobre 1869 à février 1870, il est agent politique par intérim à la cour de Sindhia jusqu'à sa promotion au grade de major-général. Pendant sa période de chômage en tant que major-général, il siège à diverses commissions et tribunaux et, de 1874 à 1879, il commande la division Oudh. Il devient lieutenant-général en octobre 1877 et général en janvier 1880.
En 1880, Chamberlain retourne en Angleterre pour la première fois depuis 1837. En 1884, il est retiré de la liste active. En 1897, à l'occasion du jubilé de diamant de la reine Victoria, il est fait Chevalier Grand Commandeur de l'Ordre de l'Empire des Indes. Il meurt à sa résidence, Lordswood, Southampton, le 13 décembre 1902, et est enterré à Rownhams .

## Famille
Chamberlain se marie deux fois: 
1. en 1845, au Cap, à Elisabeth, fille de J. de Witt ; elle est décédée le 19 janvier 1894; et
2. en 1896 à Augusta Margaret, fille du major-général John Christie, CB, qui lui survit.

Il n'a pas de descendance par l'un ou l'autre mariage.